# José Palet
José Palet cuyo nombre completo es Josep Palet i Bartomeu (Martorell, 7 de junio de 1877 — Milán, 1 de febrero de 1946) fue un tenor español.

## Biografía
Hijo de Joan Palet de la Quadra i Palet (Terrassa) y de Elvira Bartomeu Penedès. Tomó algunas lecciones en Martorell con el maestro Paredes y seguidamente fue presentado al industrial Ramón Batlló; éste, una vez comprobadas las aptitudes de Palet, pasó a convertirse en su protector. Realizó sus estudios de canto en Barcelona con Joan Goula, y a los 23 años debutó en el Gran Teatro del Liceo con la ópera La favorita de Donizetti con un éxito muy remarcable.

## Trayectoria
Hizo una carrera internacional por los principales teatros de Europa y América. Fue aplaudido en teatros como el Teatro Real de Madrid, donde cantó varias temporadas. En Italia, donde fue un ídolo mientras estuvo en activo, recorrió sus centros operísticos más importantes. Vivió en Milán durante muchos años y debutó en el Teatro de La Scala en 1911, lo que significó su consagración definitiva. El mismo año, Palet se casó con Luisa Erivigio.
Fue fundamentalmente un intérprete del repertorio romántico italiano y también cantó con frecuencia óperas españolas como Marina, participando en la primera representación de esta obra en el Liceo.
La clave del éxito de Palet fue la de poseer una voz que modulaba a voluntad. Su dicción era muy buena, igual en los tonos altos y agudos, como en los tonos bajos y cadenciosos; esta virtud le daba un carácter personal y una gran naturalidad interpretativa. Además, Palet poseía uno de los repertorios operísticos más extensos de la época; alguien llegó a decir que conocía más de noventa óperas. De hecho, triunfó en óperas en las que otros profesionales fracasaban, como fue el caso de Les Huguenots, de Meyerbeer, o Los maestros cantores de Núremberg, de Wagner.
A partir de 1936, Palet se retiró en la ciudad de Milán, donde alcanzó un gran renombre. Murió repentinamente mientras viajaba en tranvía, en 1946. Dejó grabaciones de gran calidad.